# Antahkarana
Antahkarana är ett begrepp inom hinduisk filosofi, främst Advaita. Det menas utgöra ett inre, mentalt, organ och reglera människans vilja, medvetande och minne. Detta inre organ är organiserat i fyra delar:
- Manas (sinne) - kontrollerar viljan (sankalpa)
- Buddhi (intellektet) - kontrollerar beslutsfattande
- Chitta (minne) - styr minnet, alltså hågkomster och glömska
- Ahamkāra (ego) - identifierar (oriktigt) Atman (självet) med kroppen, och skapar därmed ett "jag"